# Phébus (figure de style)
Pour les articles homonymes, voir Phébus.
Un phébus est une figure de style consistant à obscurcir un propos en travaillant trop la forme.
Elle opère par ajouts immodérés (par répétition) d'arguments ou idées semblables et identiques. Le phébus apporte de la complexification et souvent il n'est pas considéré comme une figure de style mais comme une faute d'expression, caractérisée par une emphase.
Elle est proche du galimatias et de la logorrhée ; cependant, la distinction n'est pas évidente, le galimatias étant un discours embarrassé et le phébus l'expression d'idées simples avec des mots grandiloquents et inappropriés.
Elle peut néanmoins être volontaire, en rhétorique notamment, pour perdre l'interlocuteur ou éviter une prise de position. En littérature, elle est caractéristique des styles dits du marotisme et de la préciosité. D'ailleurs, le phébus n'est pas réellement un obscurcissement des propos, de là lui viendrait son nom, en référence au dieu du Soleil : la figure aboutit en fait à un style enluminuré : « Allez grande âme digne hôte d'un si riche palais : si d'une matière aussi vile que celle des animaux vous en avez fait une aussi pure que celles des astres ; comme elle est inaltérable par sa vigueur, qu'elle soit immortelle par vos récompenses. » L'auteur anonyme compare ici le corps de Louis XIII à un palais et se perd dans sa description ce qui aboutit à un style trop sublime, trop brillant, qui perd parfois le lecteur.
Elle peut aussi permettre dans le roman par exemple d'oraliser le discours et ainsi de reproduire à l'écrit les imperfections de la langue orale. Enfin elle peut dévoiler une difficulté d'élocution ou des sentiments lyriques difficilement exprimables.